# Juraj Kukura

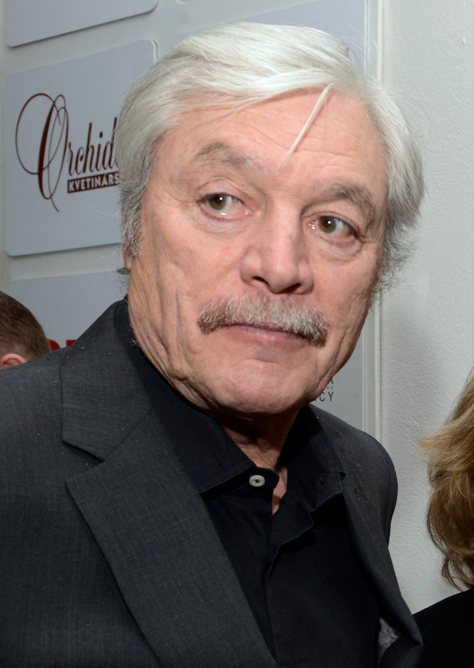
Juraj Kukura

Juraj Kukura (* 15. März 1947 in Prešov) ist ein slowakischer Schauspieler und seit 2003 Direktor des Arena-Theaters in Bratislava.

## Leben
Nach seiner Schulausbildung studierte Kukura Schauspiel an der Vysoká škola múzických umení v Bratislave, wo er 1973 abschloss. Er wirkte von 1971 in den Theatern Divadle na Korze und Nova scéna. Ab 1976 gehörte er zum Ensemble des Slowakischen Nationaltheaters in Bratislava, bis er im Jahre 1984 nach Deutschland emigrierte. Anfangs war er an den Münchner Kammerspielen, dann aber auch an Theatern in Basel, Bonn und seit 1985 im Ensemble des Deutschen Schauspielhauses in Hamburg tätig.
Dem deutschen Fernsehpublikum wurde er in den 1980er Jahren durch Rollen in Via Mala,  Tatort, Das Traumschiff, Die Wilsheimer, Das Erbe der Guldenburgs und Hotel Paradies bekannt. Er spielte auch in zahlreichen slowakischen und deutschen Kinofilmen, etwa 1978 Graf Aldobrandini in Das neunte Herz unter Regie von Juraj Herz, des Weiteren in Peter Zadeks Verfilmung des Buches Hurra, wir leben noch von Johannes Mario Simmel unter dem Titel Die wilden Fünfziger (1983) sowie in Otto – Der Liebesfilm (1992). In der zweiteiligen Fernsehproduktion Winnetous Rückkehr (1998) spielte er den Schurken Robert DeWill. Im Kino war er zuletzt in Das Sams (2001), Der letzte Zug (2006) und Hotel Lux (2011) zu sehen.

## Filmografie (Auswahl)
- 1978: Tag der Sonnenwende
- 1978: An die Gewehre, Rebellen
- 1978: Das neunte Herz
- 1978: Polizeiinspektion 1 – Die Referendarinnen (Fernsehserie)
- 1980: Polizeiinspektion 1 – Das Denkrohr (Fernsehserie)
- 1981: Polizeiinspektion 1 – Rosenmontag (Fernsehserie)
- 1983: Der Salzprinz
- 1983: Die wilden Fünfziger
- 1985: Via Mala (Fernsehserie)
- 1988: Tatort: Einzelhaft
- 1989: Traffik (Fernsehserie)
- 1989: Tatort: Armer Nanosh
- 1990: Hotel Paradies (Fernsehserie)
- 1990: Das Erbe der Guldenburgs (Fernsehserie)
- 1991: Die Männer vom K3, Folge 10 „Narkose fürs Jenseits“ (Krimiserie)
- 1992: Otto – Der Liebesfilm
- 1992: Glückliche Reise (Fernsehreihe)
- 1994: Jenseits der Brandung (Fernsehfilm)
- 1994: 1945 (Fernsehfilm)
- 1995: Tödliche Wahl (3-teiliger Fernsehfilm)
- 1995: Um die 30 (Fernsehserie)
- 1996: Schmetterlingsgefühle (Fernsehfilm)
- 1998: Winnetous Rückkehr (Fernsehfilm)
- 1998: Tatort: Brandwunden
- 1998: Stan Becker – Auf eigene Faust (Fernsehfilm)
- 1998: Adelheid und ihre Mörder (Fernsehserie, Kriminaltango)
- 1999: Nur ein toter Mann ist ein guter Mann (Fernsehfilm)
- 1999: Apokalypse 99 – Anatomie eines Amokläufers
- 2000: Falkner Thomas (Král sokolů)
- 2001: Das Sams
- 2001: Klassentreffen – Mordfall unter Freunden (Fernsehfilm)
- 2001: Mayday! Überfall auf hoher See (Fernsehfilm)
- 2002: Forsthaus Falkenau (Fernsehserie, Folge Fuchsjagd)
- 2004: Im Zweifel für die Liebe (Fernsehfilm)
- 2004: Geerbtes Glück (Fernsehfilm)
- 2004: Ein krasser Deal (Fernsehfilm)
- 2005: Unter weißen Segeln – Odyssee der Herzen (Fernsehreihe)
- 2005: Alpenglühen zwei – Liebe versetzt Berge (Fernsehfilm)
- 2006: Alarm für Cobra 11 (Fernsehserie, Folge Frankie)
- 2006: Der letzte Zug
- 2007: Sehnsucht nach Rimini (Fernsehfilm)
- 2008: Polizeiruf 110: Falscher Vater (Fernsehfilm)
- 2011: Hotel Lux
- 2014: Das Attentat – Sarajevo 1914 (Fernsehfilm)
- 2016: Der Kroatien-Krimi – Der Teufel von Split (Fernsehfilm)
- 2016: Der Kroatien-Krimi – Tod einer Legende (Fernsehfilm)
- 2018: Inspektor Max (Fernsehserie, 11 Folgen)